# Julius Mac Leod
Julius MacLeod (ook Mac Leod, Oostende, 19 februari 1857 - Gent, 3 maart 1919) was een Vlaamse doctor in de natuurwetenschappen, hoogleraar aan de Rijksuniversiteit Gent en bestuurder van de Gentse Plantentuin, maar stond verder ook bekend als botanicus, bioloog en specialist inzake erfelijkheidsleer.

## Genealogie
Mac Leod was de zoon van de Oostendse koopman Aimé Mac Leod en Sophie Fredericq. Hij maakte deel uit van de intellectuele Gentse familie Fredericq en was verwant aan zowel Virginie en Rosalie Loveling als Cyriel Buysse. Zijn moeder schreef onder andere novellen onder de naam ‘Mevrouw Sophia’. Ondanks de afkomst van de familie uit de hogere burgerij zetten ze zich in voor de sociale noden van de volksklasse.
Julius Mac Leod huwde in september 1885 met Florence Maertens (1858-1938), vertaalster en vermoedelijk ook plantkundige, ook bekend onder de naam Fanny Lava. Volgens historicus Joris van Parys assisteerde Maertens haar man bij zijn wetenschappelijk onderzoek.

## Loopbaan
Julius Mac Leod voltooide zijn secundair onderwijs in het Koninklijk Atheneum te Gent. Aan de Rijksuniversiteit Gent studeerde hij in 1878 met de grootste onderscheiding af als doctor in de natuurwetenschappen. Daarna werd hij preparateur in de afdeling natuurwetenschappen en in 1881 assistent bij het historisch laboratorium van de universiteit. Hij startte toen ook aan de rijksnormaalschool te Brugge als leraar plant- en dierkunde. De aanstelling van Mac Leod aan de Rijksuniversiteit Gent liep van 1885 tot aan zijn dood in 1919. Hij was actief in de biologie en medische basiswetenschappen, en doceerde tot 1887 menselijke fysiologie aan de faculteit geneeskunde. Door het plotse overlijden van de hoogleraar plantkunde, Jean Jacques Kickx, nam Mac Leod zijn taak over.
Zijn hele leven was Mac Leod erg actief als botanicus. Hij was geïnteresseerd in de bevruchting van planten en in wetenschappelijk onderzoek in het veld, later richtte hij zich op erfelijkheidsonderzoek en daardoor weer meer op dierkunde en de evolutieleer. Mac Leod ging op meerdere studiereizen, onder andere naar Frankrijk en Zwitserland. Zo specialiseerde hij zich ook aan de Universiteit Göttingen te Duitsland in 1871, deed hij in 1881 biologisch onderzoek aan het Stazione Zoologica Anton Dohrn in Napels en onderzoek in de fysiologie aan de Universiteit Utrecht, dat hij afrondde in 1886. Zijn botanische onderzoeksreizen gingen zelfs naar de Cottische Alpen, de Hoge Pyreneeën en Algerije. Ten behoeve van de tuinders uit de omgeving hield hij 's avonds "kostelooze en openbare voordrachten" in de lokalen van de toen nog aan de Steendam gelegen Kruidtuin.
Vervolgens kreeg hij ook een aantal bestuursfuncties toegewezen. In 1890 werd hij voor een jaar decaan van de faculteit wetenschappen aan UGent. Hij verdiepte zich in de botanische wereld en werd eerst directeur-diensthoofd van het Laboratorium voor normale en pathologische fysiologie (1885-1887), vervolgens van de Gentse Plantentuin (1888-1919) en ten slotte van het Botanisch Instituut Julius Mac Leod (1903-1919).
Mac Leod maakte samen met Kickx en Van Hulle deel uit van een speciale commissie die vanaf 1860 ijverde voor de verhuis van de Plantentuin Gent. De Commissie moest zich uitspreken over een nieuw terrein.
In 1904 maakte zijn vrouw, Fanny Mac Leod-Maertens, een eerste Nederlandse vertaling van het werk van de anarchocommunist Pjotr Kropotkin Mutual aid, a factor of evolution, haar man schreef daarbij een voorwoord met als titel: Strijd voor het Bestaan en Wederkeerig Dienstbetoon.
Mede door zijn bewondering voor de Duitse wetenschap moest Mac Leod bij de aanvang van de Eerste Wereldoorlog naar Engeland vluchten. Hij had zich echter nooit ingelaten met het activisme en had een minachting voor de Duitse overheersing. Van september 1914 tot eind februari 1919 verbleef hij aan de Victoria University van Manchester. Hij begon daar te schrijven aan zijn standaardwerk ‘The Quantitative Method in Biology’ over kwantitatieve correlaties tussen plantenorganen. Hij publiceerde dit net voor zijn overlijden in ‘Publications of the University of Manchester’, waardoor hij tot doctor benoemd werd.

Doorheen zijn carrière ontving hij een aantal onderscheidingen. Zo werd hij laureaat in de Wedstrijd der Reisbeurzen, won hij in 1880 een universitaire wedstrijd in de dierkundige wetenschappen en in 1885 de De Keyn-prijs van de Koninklijke academie van België voor zijn werk over werveldieren.

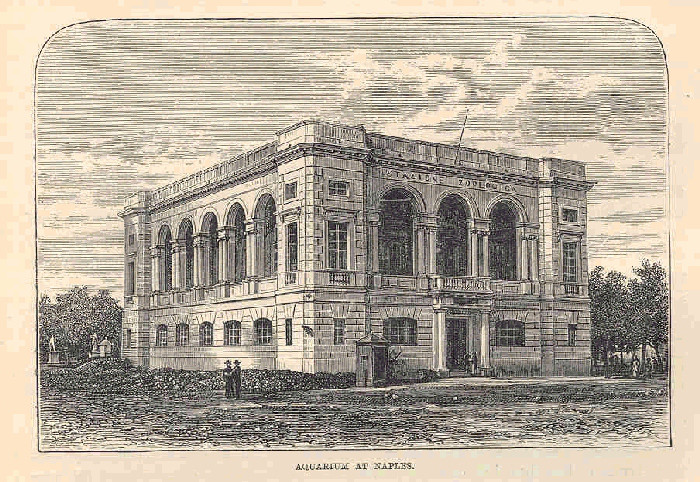
Het Aquarium Anton Dohrn te Napels rond Mac Leod's verblijf, tekening door Frederic Whymper, 1883

In 1914 promoveerde Marcel Minnaert bij MacLeod in Gent op het proefschrift Contributions à la photobiologie quantitative, in 1918 aan de vervlaamste hogeschool heruitgegeven als Licht-  en  schaduwnaalden  bij  Pinus  Laricio  Poir  (Corsicaanse den).

## Cultuurflamingant
Mac Leod hield zich naast natuurwetenschappen ook bezig met de breuklijn tussen het Frans en Nederlands in Vlaanderen. Op het einde van zijn studententijd maakte hij de sprong naar de Vlaamse beweging, onder andere door toedoen van dr. Edward Remouchamps en de literaire werken van zijn moeder Sophia. Mac Leod geloofde in het idee dat er een betere samenleving kon worden gecreëerd als de liberale elite haar taak vervulde. Hij kreeg meer anarchistische ideeën en wilde zich inzetten op het verbeteren van de sociale achterstand. Hij was lid van de liberale kring “’t Zal Wel Gaan”, trad op als voordrachtgever en werd later erelid. Hij was ook lid van het Willemsfonds.
Mac Leod werd er zich van bewust dat vooruitgang enkel mogelijk was door onderwijs in de volkstaal. Mac Leod raakte ervan overtuigd dat de verfransing van de elite de oorzaak was van de sociale en economische achterstand in Vlaanderen en besloot zijn kennis systematisch door te geven in het Nederlands, onder andere in zijn publicaties en handboeken over dier- en plantkunde. Hij gaf ook les en voordrachten aan land- en tuinbouwers. Dit leverde hem veel kritiek op, omdat het Nederlands niet werd gezien als een wetenschapstaal. Hij ontkrachtte alle tegenargumenten door zijn bevindingen te staven met feitenmateriaal. Hij verzette zich daarbij sterk tegen het taalparticularisme van met name Leonard Lodewijk De Bo in diens Kruidwoordenboek, hij zag dit juist als een ernstige bedreiging voor het voortbestaan van het Vlaams.
In 1892 richtten Mac Leod en drie andere Gentse liberale hoogleraren, Paul Fredericq, Jozef Vercoullie en Maurits Basse, het Hoger Onderwijs van het Volk op. Hun doel was het verspreiden van de wetenschap onder het volk door middel van openbare cursussen, analoog aan de Engelse “University Extensions.” Met wisselend succes werden de publieke lessenreeksen georganiseerd tot in 1972. Daarna werden die vervangen onder het mom van de Wetenschappelijke Nascholing.
Als Vlaamsgezind hoogleraar was Mac Leod een fervent pleitbezorger van de vernederlandsing van de Gentse Rijksuniversiteit. Op het 23ste Nederlandsche Taal- en Letterkundige Congres in 1896 werd de eerste Vlaamse Hogeschoolcommissie opgericht. Mac Leod werd in 1897 als verslaggever aangesteld om het probleem van een Nederlandstalige universiteit te bestuderen. In zijn rapport stelt hij het ‘stelsel-Mac Leod’ voor, dat een volledige, maar trapsgewijze vernederlandsing van de universiteit inhield. Reeds aangestelde hoogleraren konden hierbij kiezen in welke taal ze lesgaven, maar nieuw benoemde hoogleraren moesten verplicht les geven in het Nederlands. Dit oogstte kritiek bij enkele andere Vlaamsgezinden, die een gedeeltelijk tweetalige universiteit voor ogen hadden. Met name Lodewijk de Raet verzette zich tegen de voorstellen van Mac Leod. Hij vond dat het Vlaams trapsgewijs in Gent vanaf het eerste jaar verplicht moest worden en was het grondig met Mac Leods idee oneens dat de technische opleidingen van vervlaamsing moesten worden uitgesloten: hij betoogde dat zij noodzakelijk waren voor de economische expansie van Vlaanderen, een argument dat paste bij de ontdekking in 1901 van het Kempische steenkolenbekken.
Mac Leod verloor hierin ook de steun van eerder gematigde liberalen als Jules De Vigne, Paul Fredericq en Jozef Vercoullie die een tweetalig stelsel wilden. Daar hoorde ook het idee bij in andere steden nieuwe Vlaamse universiteiten te stichten. Zo wilden de Van Maerlant's Zonen (studenten van het Koninklijk Atheneum te Brugge) vanaf 1890 een eigen rijksuniversiteit in hun stad (en 11 juli als Vlaamse nationale feestdag).
Mac Leod vond meer steun bij de studenten en vanaf 1913 haalden nog radicalere voorstellen de overhand. Mac Leod was ontgoocheld in de Vlaamse beweging en het liberalisme, waardoor hij er zich uit terugtrok. Zijn interesse in de opbouwende krachten van de Vlaamse beweging en in de sociale verantwoordelijkheid van hogere krachten verdween echter niet.
Meteen nadat Mercier in 1906 tot kardinaal was aangesteld publiceerden de Belgische bisschoppen de door deze persoonljk geredigeerde Instructions aux Directeurs et  aux professeurs des collèges libres d'humanités, waarin als taal voor het hoger onderwijs duidelijk het Frans werd gepropageerd, tot grote ontgoocheling van de cultuurflaminganten.
Op initiatief en onder voorzitterschap van Max Rooses kwam er tussen 1907 en 1914 een Tweede Vlaamse Hogeschoolcommissie waarvan Lodewijk de Raet eerst verslaggever en daarna zelf voorzitter werd. Hij pleitte er voor een algemene en radicale vernederlandsing van de Gentse universiteit. Al in het verslag van 12 april 1908 werden de voorstellen van de Raet grotendeels aanvaard, terwijl tevens was rekening gehouden met de opvattingen van Mac Leod: er zou een trapsgewijze vernederlandsing moeten gebeuren, gaande van jaar tot jaar, maar tevens een Vlaamse mijnbouwschool moeten worden opgericht evenals een Vlaamse hogere landbouwschool.
Mac Leod gaf vaak voordrachten in de studentenwereld over de vervlaamsing van de universiteit. Hij zette zich ook in als pedagoog en wekte sympathie op bij de studenten door zijn goede omgang. Hij werkte opbouwend en steunde Franse leerlingen met leesboeken om hen de Nederlandse taal aan te leren.
Zijn belangstelling voor sociale problemen uitte zich in onderzoek naar de relatie tussen humane en exacte wetenschappen. In dit verband publiceerde Mac Leod meerdere werken over het taalonderwijs en het Vlaamse regime. Een nieuw interesseveld bevatte ook de sociologie van de mens aan de hand van planten- en dierenbiologie.
In de jaren 1930 vernoemde de studentenkoepel Gents Studentencorps haar studentenhuis in de Sint-Pietersnieuwstraat naar hem. Bij de verkiezing in 2006 van “de grootste professor van de RUG” werd hij geselecteerd, maar niet opgenomen in de shortlist van tien professoren.

## Verenigingen

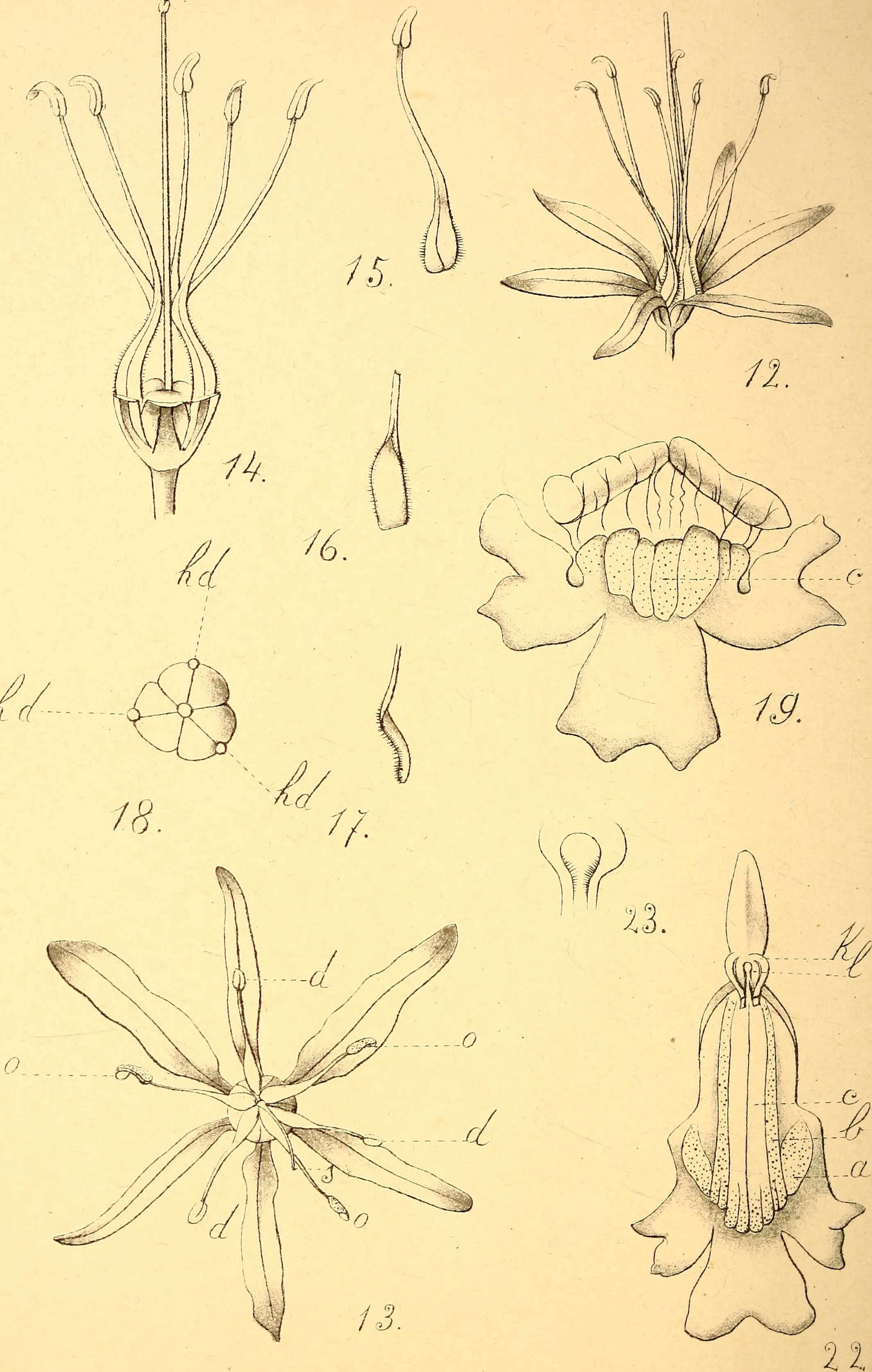
Illustratie uit De pyreneeënbloemen en hare bevruchting door insecten (1891)

Mac Leod richtte het Natuurwetenschappelijk Genootschap op, een werkkring van gelijkgezinde jonge onderwijzers. Het doel daarvan was om de afstand te overbruggen tussen de geest van de massa en hun kennis. In oktober 1881 verscheen het maandelijkse tijdschrift voor natuurwetenschappen ‘Natura’. De vereniging verdween echter al na drie jaar omdat het klimaat te moeilijk bleek voor Nederlandstalige wetenschapsbedrijven.
In 1887 stichtte Mac Leod het Kruidkundig Genootschap Dodonaea met onderafdelingen in Turnhout, Antwerpen en Lier. Dankzij toetredende buitenlanders telde het genootschap 256 leden in 1896. De secretaris, Gustave Staes gaf in de plantentuin zondagcursussen, open voor het publiek, over onder andere plantenziekten en insectenschade. In 1889 gaf Dodonaea het eerste exemplaar van het Botanisch jaarboek (thans Biologisch Jaarboek uit. Mac Leod had een jaar eerder kennis gemaakt met Hugo de Vries, die meteen bijdragen voor het tijdschrift begon te leveren.
In 1897 vond in het Botanisch laboratorium in Gent op initiatief van Mac Leod het eerste Vlaamsch Natuur- en Geneeskundig Congres plaats; het initiatief daartoe was door Mac Leod en Gustave Staes genomen naar het voorbeeld van het Nederlandse equivalent, waar Mac Leod vanaf tien jaar eerder als spreker was uitgenodigd. Hij bleef voorzitter tot 1904, wanneer zijn ideeën radicaler werden en hij opstapte. Het doel van het congres was een wetenschappelijke beweging in het Nederlands te creëren. Ze behandelden ook onderwerpen buiten de exacte wetenschappen, zoals sociologie, geschiedenis en taalkunde.
Mac Leod was verder ook lid van:
- Société de Médecine de Gand
- Nederlandse Dierkundige Vereniging
- Genootschap ter bevordering der natuur-, genees- en heelkunde te Amsterdam
- Nederlandse Botanische Vereniging
- Botanischer Verein der Provinz Brandenburg
- Maatschappij der Nederlandse Letterkunde te Leiden
- Koninklijke Vlaamse Academie
- Toezichtsraad van de Plantentuin te Brussel
- Verbeteringsraad Hoger Onderwijs
- Koninklijke Academie voor Nederlandse Taal en Letteren (KANTL)

## Publicaties
- Mac leod, Julius, Leiddraad bij het onderwijzen en aanleeren der dierkunde - Algemeene dierkunde. Vuylsteke (21 januari 2023). Gearchiveerd op 3 september 2023 – via Google Books, digitalisatie UGent.  (1883)
- Mac Leod, Julius, Beginselen der Plantenkunde. Vuylsteke. Gearchiveerd op 3 september 2023 – via Google Books.  (1883)
- Mac Leod, Julius, Leiddraad bij het onderwijzen en aanleeren der dierkunde - De werveldieren. Vuylsteke (21 januari 2023). Gearchiveerd op 3 september 2023 – via Google Books.  (1884)
- Mac Leod, Julius: Leiddraad bij het onderwijzen en aanleeren der dierkunde - De wervellooze dieren Gent: Willemsfonds/Vuylsteke (1888)
- Mac Leod, Julius, De flora van den Sasput, bij Thourout. Vuylsteke (23 januari 2023) – via Internet Archive.
- Mac Leod, Julius, De Pyreneeënbloemen en hare bevruchting door insecten, eene bijdrage tot de bloemengeographie. Van Doosselaere (22 januari 2023) – via Internet Archive.  (1891)
- Mac Leod, Julius en Staes, Gustave, Geïllustreerde flora voor België. Vanderpoorten (21 januari 2023). Gearchiveerd op 3 september 2023 – via Google Books.  Een overzichtswerk van de inheemse flora (1892).
- Mac Leod, Julius, Over de bevruchting der bloemen in het Kempisch gedeelte van Vlaanderen. Vuylsteke (21 januari 2023). Gearchiveerd op 3 september 2023 – via Google Books.  Dit werk (1894) wordt gezien als het belangrijkste werk over bloemenethologie door een Belg geschreven.
- Mac Leod, Julius, Taal en kennis. Willemsfonds/Annoot-Braeckman (21 januari 2023). Gearchiveerd op 3 september 2023 – via Google Books.  (1895)
- Mac Leod, Julius, Erfelykheid. Willemsfonds (21 januari 2023). Gearchiveerd op 3 september 2023 – via Google Books.  (1896)
- Mac leod, Julius, The quantitative method in Biology. Longmans, Green & Co (21 januari 2023) – via Internet Archive.  (1919)

Meer publicaties zijn te vinden op de site van de Digitale Bibliotheek voor de Nederlandse Letteren.

## Erfenis
Na de oorlog werden zijn bezittingen in België geplunderd en vernield. Kort na zijn terugkeer overleed hij. Men vermoedt aan de gevolgen van de Spaanse griep.
Na zijn overlijden werd het Mac Leod-fonds gesticht om natuurwetenschappelijke uitgaven te steunen en te verspreiden ter bevordering van de volksontwikkeling. Er verscheen ook een gedenkboek dat Mac Leod schetste als onderzoeker, leermeester, bioloog, tuinbouworganisator, strijder voor de vervlaamsing van het onderwijs, academielid, studentenvriend en -beschermer. In 1939 kreeg Mac Leod een bronzen borstbeeld van de hand van Theo Soudeyns, dat zich nu in de Aula in Gent bevindt. In Gentbrugge zijn ook een straat en dreef naar hem vernoemd, en in Oostende en Antwerpen-Linkeroever een plein.
Twee herbaria van Julius Mac Leod worden bewaard in de Gentse Plantentuin.
In de botanische nomenclatuur wordt standaard naar hem verwezen als MacLeod.